# Obersteinbach ob Gmünd
Obersteinbach ob Gmünd (fränkisch: Ohwaschdahnba) ist ein Gemeindeteil der Stadt Abenberg im Landkreis Roth (Mittelfranken, Bayern). Die Gemarkung Obersteinbach ob Gmünd liegt teils auf dem Gemeindegebiet von Abenberg, teils auf dem Gemeindegebiet von Georgensgmünd. Sie hat eine Fläche von 11,824 km² und ist in 1533 Flurstücke aufgeteilt, die eine durchschnittliche Fläche von 7712,81 m² haben. In ihr liegt neben dem namensgebenden Ort der Gemeindeteil Untersteinbach ob Gmünd.

## Geografie

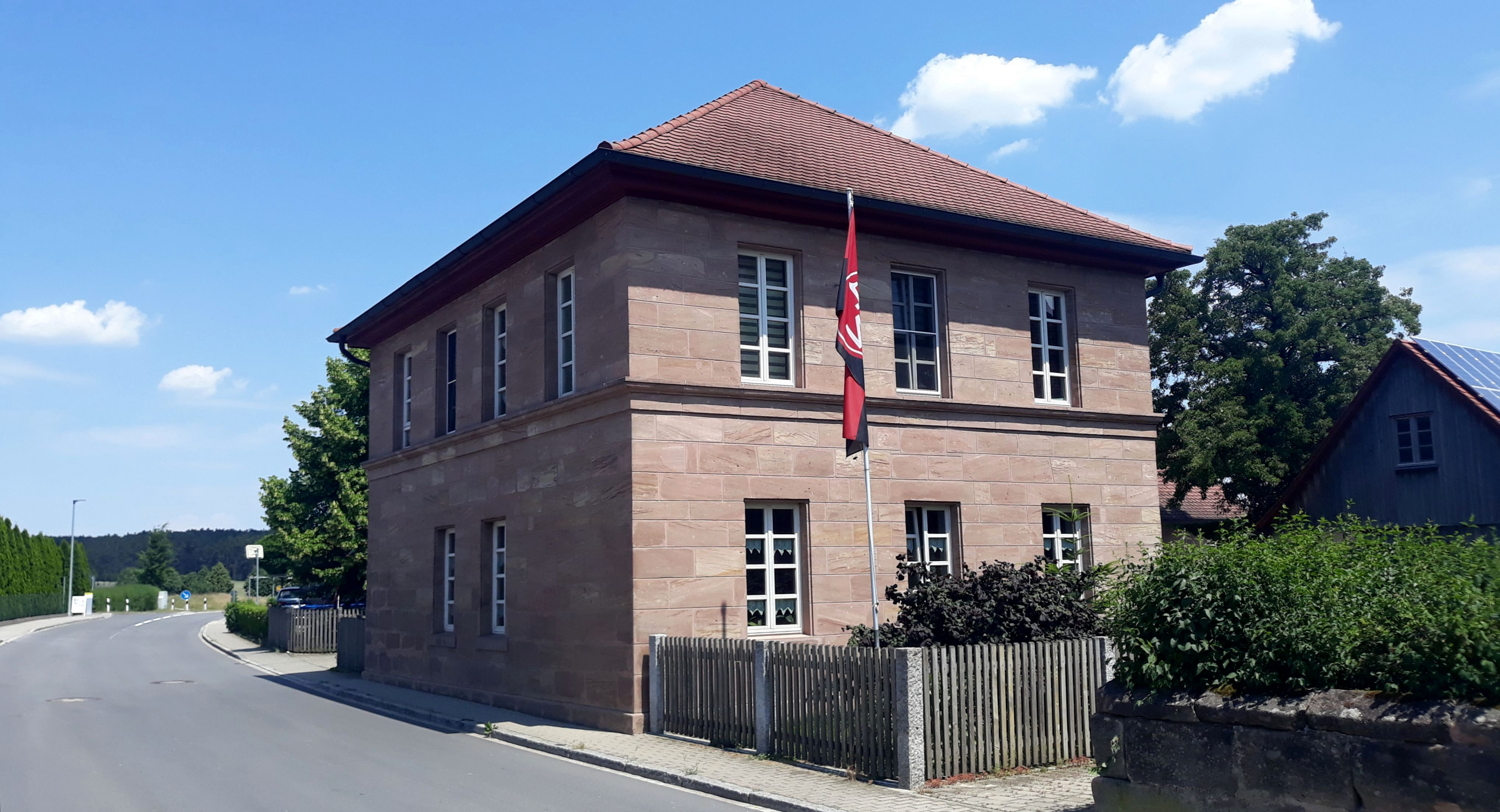
Ehemaliges Schulhaus an der Durchgangsstraße Obersteinbach B

Das Kirchdorf liegt südwestlich des Abenberger Waldes mit seinen Erhebungen Hochreut (461 m ü. NHN) und Klosterberg (454 m ü. NHN). Nordöstlich des Ortes fließt der Steinbach, ein linker Zufluss der Fränkischen Rezat. Im Süden grenzt das Königsfeld an, 0,5 km südwestlich liegt das Flurgebiet Dungen, 1 km nordwestlich das Waldgebiet Im Eselloch, 0,5 km westlich das Waldgebiet Neuet. Dort entspringt auch der Beerbach, ebenfalls ein linker Zufluss der Fränkischen Rezat. 
Die Kreisstraße RH 9 führt nach Beerbach (2,3 km westlich) bzw. nach Untersteinbach ob Gmünd (2,5 km östlich/südöstlich), die Kreisstraße RH 39 führt nach Massendorf (2,3 km südlich) bzw. nach Abenberg zur Staatsstraße 2220 (3,2 km nördlich). Eine Gemeindeverbindungsstraße führt nach Dürrenmungenau (2,7 km nordwestlich), eine weitere Gemeindeverbindungsstraße führt zur Kreisstraße RH 6 bei Mosbach (3 km südöstlich).

## Geschichte
Der Ort unterstand wie die ganze Abenberger Gegend ursprünglich den Nürnberger Burggrafen und wurde später vom Eichstätter Bischof Reinboto von Meilenhart (1279–1297) erworben. Im Jahr 1300 wurde der Ort im Salbuch des Hochstifts Eichstätt als „Obersteinbach“ erstmals urkundlich erwähnt. Es wurden für den Ort 1 Hube und 2 Hofstätten aufgeführt, die dem Hochstift unterstanden.
Im Salbuch des Spalter Chorherrenstift St. Nikolaus von 1460 wurden für Obersteinbach 3 Anwesen aufgelistet, wovon eines verödet war. 1517 wurden 8 Anwesen genannt, 1549 und 1619 waren es wieder 3 Güter. Der Hauptmannschaft Enderndorf der Reichsstadt Nürnberg unterstanden 1529 6 Untertansfamilien. 1603 wurde der Ort von einem größeren Brand heimgesucht, blieb ansonsten aber von weiteren Katastrophen verschont.
Im Salbuch der Stadt Abenberg aus dem Jahr 1671 wurden für Obersteinbach 19 Anwesen verzeichnet. Das Hochgericht sowie die Dorf- und Gemeindeherrschaft übte das Pflegamt Abenberg aus. Grundherren waren das Pflegamt Abenberg (7 Anwesen), die Reichsstadt Nürnberg (4), das Spital Schwabach (3), das Kastenamt Windsbach (2) und der Kapitel Spalt (3).
Gegen Ende des 18. Jahrhunderts gab es in Obersteinbach 25 Anwesen und ein Gemeindehirtenhaus. Das Hochgericht und die Dorf- und Gemeindeherrschaft übte weiterhin das Pflegamt Abenberg aus. Grundherren waren das Fürstentum Ansbach (8 Anwesen; Kastenamt Windsbach: 4 Halbhöfe; Stadtrichteramt Schwabach: 1 Köblergut; Spital Schwabach: 1 Ganzhof, 1 Köblergut, 1 Gütlein), der Hochstift Eichstätt (12 Anwesen; Kastenamt Spalt, Kollegiatstifte St. Emmeram und St. Nikolaus: 1 Ganzhof, 1 Halbhof, 1 Köblergut; Stadtpfarrkirche Spalt: 1 Gütlein; Kastenamt Abenberg: 2 Ganzhöfe, 1 Halbhof, 1 Köblergut, 2 Gütlein, 1 Gastwirtschaftsgut, 1 Schmiede) und die Reichsstadt Nürnberg (4 Anwesen; St. Klara-Klosteramt: 1 Gütlein, Katharinenklosteramt: 1 Ganzhof, 1 Köblergut; Landesalmosenamt: 1 Ganzhof; Siechkobelstiftung St. Jobst: 1 Ganzhof).
1806 kam Obersteinbach an das Königreich Bayern. Im Rahmen des Gemeindeedikts wurde 1808 der Steuerdistrikt Obersteinbach gebildet, zu dem Untersteinbach ob Gmünd gehörte. 1811 entstand die Ruralgemeinde Obersteinbach, die deckungsgleich mit dem Steuerdistrikt war. Sie war in Verwaltung und Gerichtsbarkeit dem Landgericht Pleinfeld (1858 in Landgericht Roth umbenannt) zugeordnet und in der Finanzverwaltung dem Rentamt Spalt (1919–1932: Finanzamt Spalt, seit 1932: Finanzamt Schwabach). Ab 1862 gehörte Obersteinbach zum Bezirksamt Schwabach (1939 in Landkreis Schwabach umbenannt). Die Gerichtsbarkeit blieb beim Landgericht Roth (1879 in Amtsgericht Roth umbenannt), seit 1970 ist das Amtsgericht Schwabach zuständig. Die Gemeinde hatte 1964 eine Gebietsfläche von 11,812 km².

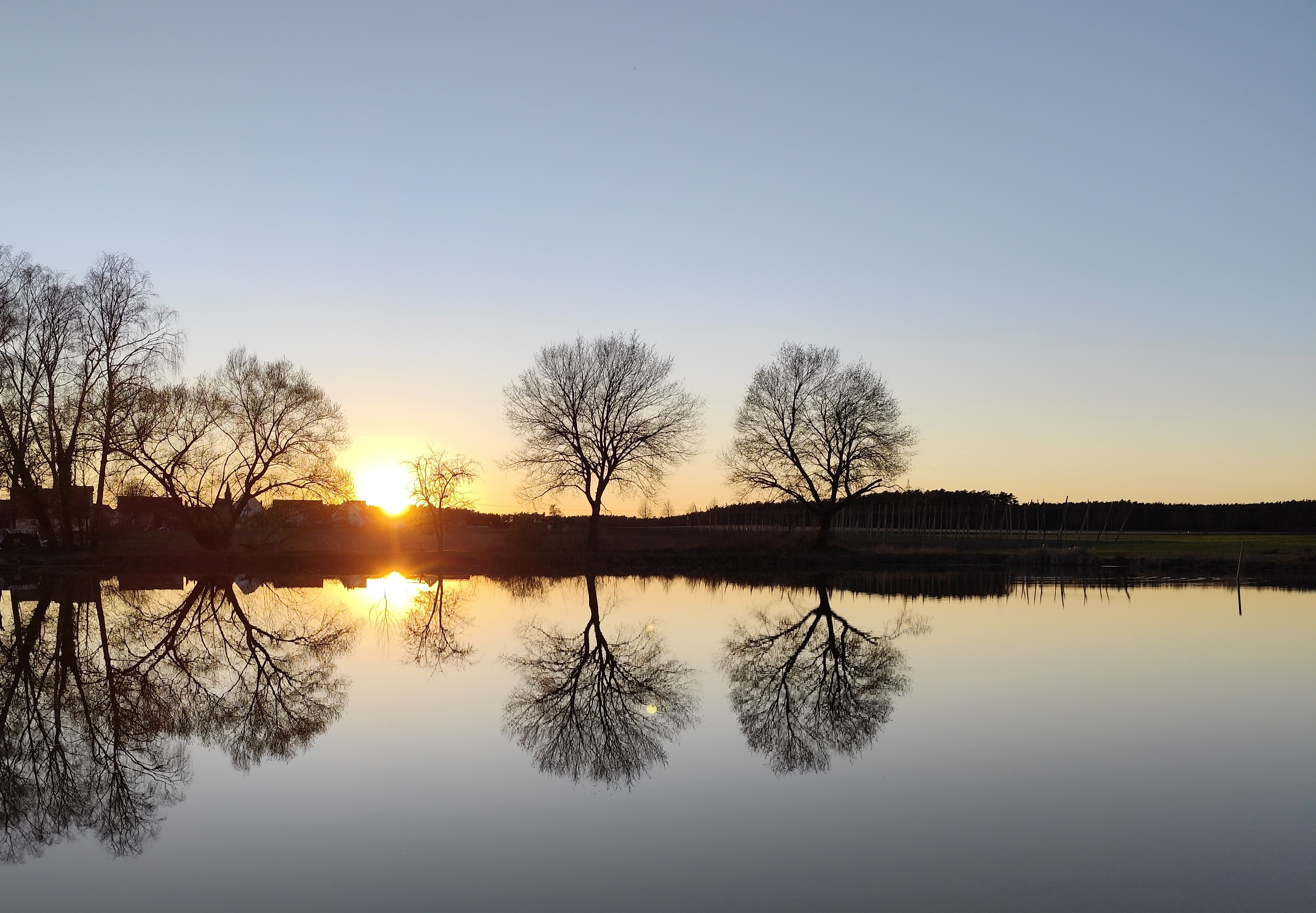
Weiher Obersteinbach

1952 wurde der Ort in Obersteinbach ob Gmünd amtlich umbenannt. Der Zusatz „ob Gmünd“ war bereits 1818 in Gebrauch, zur Unterscheidung des in der Nähe gelegenen Obersteinbach an der Haide. Am 30. Juni 1971 wurde die Gemeinde Obersteinbach im Zuge der Gebietsreform in Bayern aufgelöst: Untersteinbach wurde nach Georgensgmünd, Obersteinbach wurde nach Abenberg eingemeindet.

## Einwohnerentwicklung
Gemeinde Obersteinbach ob Gmünd
| Jahr      | 1818   | 1840   | 1852   | 1855   | 1861   | 1867   | 1871   | 1875   | 1880   | 1885   | 1890   | 1895   | 1900   | 1905   | 1910   | 1919   | 1925   | 1933   | 1939   | 1946   | 1950   | 1952   | 1961   | 1970   |
| Einwohner | 281    | 294    | 320    | 317    | 313    | 307    | 309    | 321    | 336    | 368    | 325    | 298    | 310    | 300    | 299    | 295    | 298    | 277    | 255    | 327    | 315    | 307    | 297    | 280    |
| Häuser    | 59     | 48     |        |        |        |        | 60     |        |        | 67     | 67     |        | 60     |        |        |        | 51     |        |        |        | 53     |        | 56     |        |
| Quelle    | [ 17 ] | [ 21 ] | [ 16 ] | [ 16 ] | [ 22 ] | [ 23 ] | [ 24 ] | [ 25 ] | [ 26 ] | [ 27 ] | [ 28 ] | [ 16 ] | [ 29 ] | [ 16 ] | [ 30 ] | [ 16 ] | [ 31 ] | [ 16 ] | [ 16 ] | [ 16 ] | [ 32 ] | [ 16 ] | [ 15 ] | [ 33 ] |

Ort Obersteinbach ob Gmünd
| Jahr      | 001818 | 001840 | 001861 | 001871 | 001885 | 001900 | 001925 | 001950 | 001961 | 001970 | 001987 |
| Einwohner | 143    | 144    | 143    | 158    | 199    | 168    | 184    | 167    | 171    | 158    | 157    |
| Häuser    | 30     | 27     |        |        | 35     | 33     | 29     | 29     | 31     |        | 40     |
| Quelle    | [ 17 ] | [ 21 ] | [ 22 ] | [ 24 ] | [ 27 ] | [ 29 ] | [ 31 ] | [ 32 ] | [ 15 ] | [ 33 ] | [ 34 ] |

## Baudenkmäler
In Obersteinbach gibt es zwölf Baudenkmäler:
- Haus Nr. B 8: evangelisch-lutherische Gedächtniskapelle
- Haus Nr. B 16: katholische Filialkirche Christkönig, erbaut 1931 von W. Leonhard, Nürnberg. Das spätgotische Altartafelgemälde und eine Madonna stammt aus dem ehemaligen Kloster Marienburg.
- Haus Nr. B 18: ehemaliges Schulhaus
- Wohnhäuser
- Bildsäulen

## Religion
Seit der Reformation ist der Ort seinen Grundherren gemäß gemischt konfessionell. Die Einwohner evangelisch-lutherischer Konfession sind nach St. Jakobus (Dürrenmungenau) gepfarrt. Die Einwohner römisch-katholischer Konfession waren ursprünglich nach St. Emmeram (Spalt) gepfarrt, seit 1931 nach St. Jakobus (Abenberg).